# Базилика Бирнау
Базилика Бирнау, также известная как паломническая церковь Бирнау (нем. Wallfahrtskirche Birnau), посвящённая Деве Марии барочная церковь на северном берегу Боденского озера в общине Ульдинген-Мюльхофен (район Бирнау) в немецкой федеральной земле Баден-Вюртемберг. В построенной в 1746—1749 гг. для имперского аббатства Салем церкви сегодня располагается приорат цистерцианского территориального аббатства Веттинген-Мерерау, и с 1946 г. — приходская церковь двух районов города Юберлинген: Дейзендорфа и Нусдорфа.

## Исторический очерк

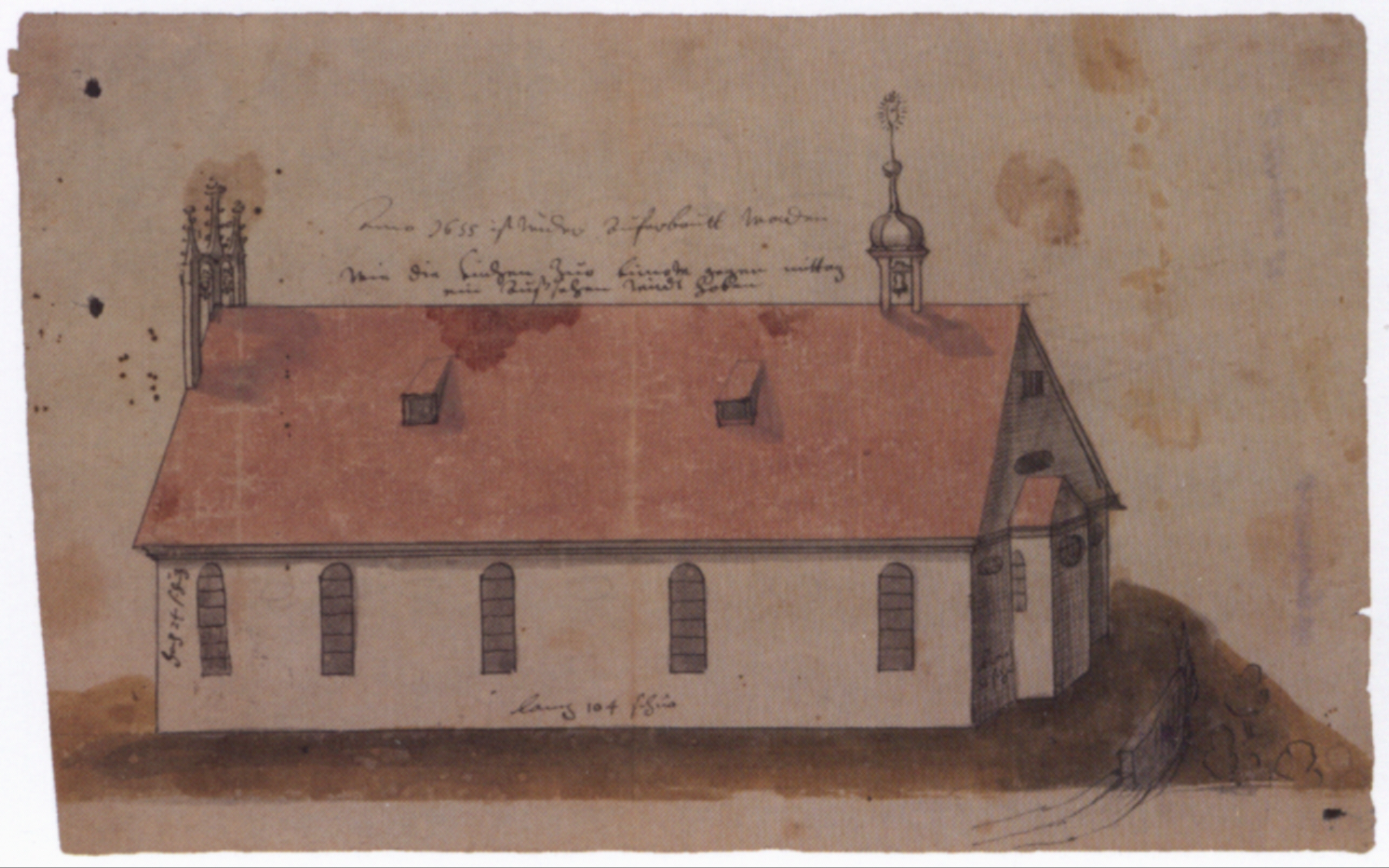
Изображение старой капеллы. До 1614 г.

Современное строение, существующее с середины XVIII в., является наследником несохранившейся раннесредневековой паломнической капеллы, находившейся в нескольких километрах северо-западнее, на холме над деревней Нусдорф.
Самое позднее, с 1241 г. капелла, посвящённая Деве Марии, находилась под управлением монастыря Салем, и в 1317 г. уже была излюбленным местом паломничества, о чём свидетельствуют два сохранившихся документа о получении индульгенции. При этом церковные службы в ней изначально проводили назначавшиеся констанцским епископом священники. 27 марта 1384 г. по распоряжению папы Урбана VI капелла была передана аббатству Салем; с точки зрения церковного права она оставалась всё же подчинённой епископу Констанца.
В XIV в. вокруг старой капеллы была возведена новая церковь, способная вместить всё время увеличивавшийся поток паломников, и около 1420 г. в ней была установлена скульптура Девы Марии, быстро получившая славу чудодейственной. Перестроенная в XVI и в XVII вв. внешняя церковь была разрушена в годы Тридцатилетней войны; при этом чудотворная скульптура была — согласно легенде, изложенной в салемской хронике Apiarium Salemitanum (1708) — спасена одним из работников аббатства.
XVII столетие прошло, в целом, под знаком конфликта со свободным имперским городом Юберлинген, которому принадлежали окружающие земли, и городской совет которого с неодобрением смотрел на активные строительные работы вокруг церкви. Дошло до того, что монахи одно время не могли более отправлять в старой церкви мессы, и были вынуждены перенести службы в монастырскую церковь в Салеме.
Несмотря на сложности, аббат Константин Миллер (Konstantin Miller) разработал в 1741 г. планы по дальнейшему расширению церковного здания; их воплощению помешала его внезапная смерть в 1745 г.
Новый настоятель монастыря, Штефан II Энрот (Stephan II Enroth) в том же году решился снести старую и находившуюся в плохом состоянии церковь, и построить на принадлежащем монастырю земельном участке новую. Папская булла от 12 марта 1746 г. дала, наконец, разрешение на строительные работы. Даже скоропостижная смерть аббата в мае 1746 г., что было воспринято населением как дурной знак, не остановила задуманное.
При новом настоятеле, Ансельме II Швабе (1713—1778), работы продолжились с удвоенной энергией, и уже 11 июня 1747 г. было заложено основание нового строения. Архитектором был выбран известный тогда в южной Германии Петер Тумб из Форарльберга, разместивший церковь на высоком берегу Юберлингенского озера, над лежащим на берегу замком Маурах, среди принадлежавших монастырю виноградников. Несмотря на то, что на строительство было израсходовано 150 000 гульденов, средства поступали без промедления, и работы были закончены менее чем за четыре года. Торжественное освящение новой церкви состоялось 19-24 сентября 1750 г.

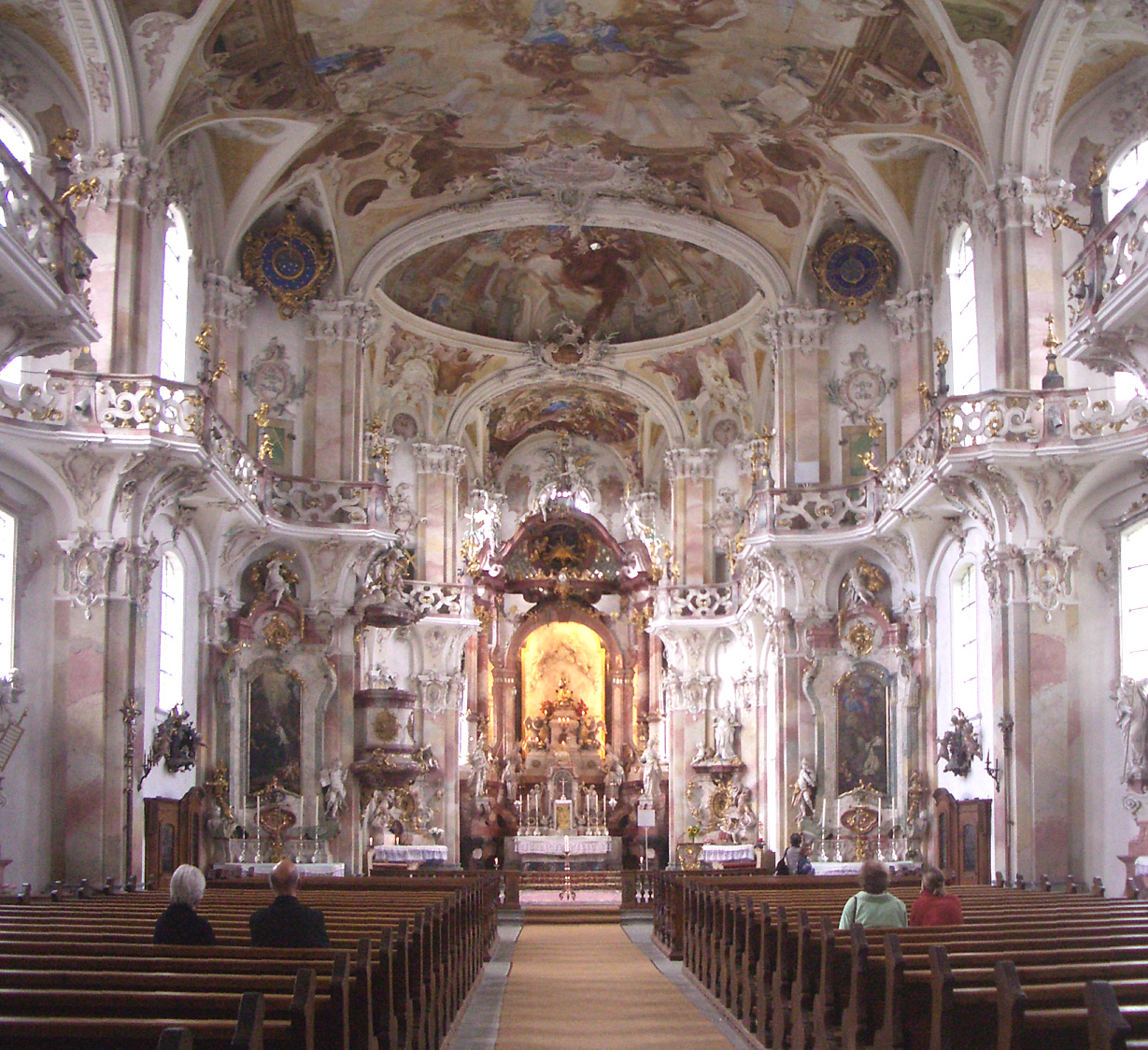
Общий вид внутреннего убранства

Планам, связанным с возведением новой паломнической церкви, не было суждено сбыться: поток паломников снизился во много раз. С одной стороны, это было связано с общим неприятием перенесения чудотворной статуи Девы Марии и сносом старой церкви, а с другой — подпитывалось скептическим духом эпохи Просвещения и усилиями официальных властей по ограничению паломничества и влиянию монашеских орденов.
Всего лишь спустя несколько десятилетий после завершения строительства церковь и монастырь в Бирнау оказались перед фактом своего закрытия: генеральный викарий ответственного за аббатство Салем епископства Констанц Игнац Генрих фон Вессенберг (1774—1860), как и многие другие просвещённые духовные лица этого времени, был сторонником политики иосифизма, и с 1801 г. преследовал в своей епархии цель закрытия паломнических церквей и монастырей, либо их преобразования в обычные приходские церкви. Кроме того, почитание изображений считалось в XVIII в. обычным суеверием, лишь отвлекающим от сути христианства. Таким образом, всё роскошное внутреннее убранство барочных церквей внезапно оказывалось символом ложно понятой набожности. Да и стиль рококо уже со второй половины 1770-х гг. всё более считался не соответствующим духу времени и даже в церковной среде назывался «болезненным» и «выродившимся». Ирония истории состоит в том, что перестройка салемского мюнстера в стиле Людовика XVI в конце XVIII в. стала одним из первых провозвестников смены художественной моды.
Начавшаяся секуляризация сыграла на руку Вессенбергу: так, уже 1 октября 1802 г. в аббатство Салем прибыла комиссия маркграфа Карла Фридриха, объявившая о изъятии всей собственности монастыря в пользу баденского маркграфства. Заключительное постановление имперской депутации, принятое 25 февраля 1803 г., юридически закрепило решение о закрытии монастырей, и 23 ноября 1804 г. имперское аббатство Салем прекратило своё существование.
Последняя церковная служба в церкви Бирнау состоялась 30 апреля 1804 г. В 1808 г. из Бирнау были изгнаны и последние монахи-цистерцианцы. При этом изображение Девы Марии было перенесено в бывшую монастырскую церковь в Салеме, преобразованную в приходскую церковь; прочие предметы внутреннего убранства были распределены по окружающим приходам и церквям; колокола и орган проданы в Швейцарию. Так, закрытая, церковь простояла вплоть до конца Первой мировой войны, потеряв в 1810 г. украшавшую скат крыши башенку и в 1832 г. — здание ризницы.

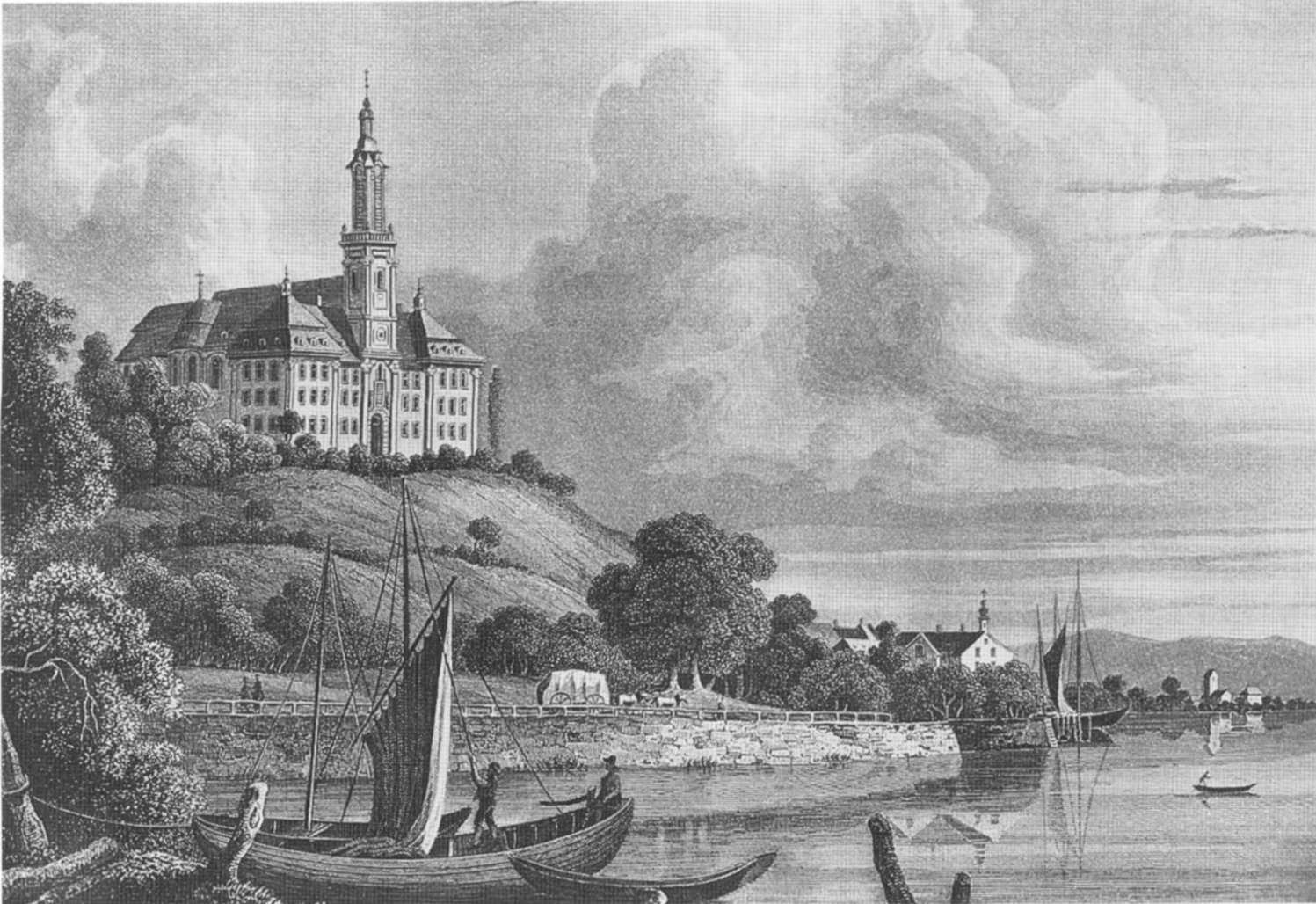
Базилика Бирнау в 1850 г. Гравюра Иоганна Поппеля

В конце XIX в. стиль барокко, наконец, получил всеобщее признание; не в последнюю очередь благодаря работам Генриха Вёльфлина. Хотя базилика Бирнау в этом смысле рассматривалась только как завершение эпохи барочного церковного строительства, как своего рода «лебединая песнь рококо на Боденском озере» (по словам Ганса Мёрле, описывавшего Бирнау в 1920 г). С другой стороны, и ландшафтная живопись, с её стремлением гармонического соединения красоты природы и творений архитектуры, на фоне начинавшейся индустриализации, нашла в Бирнау свой идеальный объект.
В 1919 г. территориальное аббатство Веттинген-Мерерау смогло за 70 000 рейхсмарок выкупить церковь Бирнау у земли Баден (вместе с расположенным ниже по склону холма замком Маурах), образовав здесь конвент Бирнау. При этом бывшие хозяйственные помещения в передней части церкви были перестроены в жилые, вновь закуплены колокола и орган. 20 ноября 1919 г. церковь была повторно освящена, и вскорости стала одним из популярнейших паломнических и туристических целей на Боденском озере.
В годы национал-социалистической диктатуры церковь и приорат были насильно закрыты с 1941 по 1945 гг. Монахи были изгнаны, причём некоторые из них находились длительное время под арестом гестапо.
О Второй мировой войне напоминает, кроме прочего и расположенное неподалёку кладбище 97 подневольных рабочих из концлагеря Дахау, пригнанных на Боденское озеро в 1944 г. для строительства штолен в Гольдбахе (один из исторических районов Юберлингена) для переноса военного производства фирм Дорнье, фабрики Цеппелина, Фабрики зубчатых машин и Майбах из Фридрихсхафена, подвергавшегося массированным бомбардировкам.
После войны, в 1946 г., с возвращением базилики Бирнау Церкви, она была объявлена приходской церковью для деревень Дейзендорф и Нусдорф (сегодня — в составе Юберлингена), образовав так называемый квазиприход (лат. quasi-paroecia) Бирнау.
В период с 1964 по 1969 гг. на средства Католической церкви и государственной службы охраны памятников была проведена генеральная реставрация здания базилики. В 1966 г. для целей дальнейшего финансирования постройки и возможных будущих строительных работ был также основан специальный фонд. С 1996 по 2004 г. проводилась повторная реставрация, устранившая ошибки предыдущей.
В 1971 г. папа римский Павел VI присвоил церкви в Бирнау статус малой базилики.

## Современное использование
Сегодня базилика Бирнау является одной из излюбленных паломнических целей в южной Германии, привлекая каждый год десятки тысяч паломников со всего мира. Кроме прочего, в церкви регулярно проходят концерты, и благодаря своему живописному расположению, она весьма популярна у молодожёнов и туристов.